# سرو کلانی
سرو کلانی نام درختی کهنسال در روستای کلانی در  ۲۸ کیلومتری شرق کازرون و در جنگل کلانی است. این سرو با شماره ۴۱۸ در فهرست میراث ملی طبیعی کشور ثبت شده است. ارتفاع سرو کلانی حدود ۵۵ متر است. قدمت این سرو به حدود ۲۰۰۰۰  سال پیش می‌رسد. به گزارش کازرون نما، درخت سرو کهنسال روستای "کلانی" دهستان دشت برم بخش مرکزی شهرستان کازرون پس از تشریفات قانونی لازم به شماره ۴۱8۸ مورخ 11 دی ماه 96 در فهرست میراث طبیعی ملی کشور به ثبت رسید

## مسیر دسترسی
پس از طی مسیر ۲۸ کیلومتر از جاده جدید کازرون به سمت شیراز، در سمت چپ جاده، جاده فرعی روستای کلانی قرار دارد. پس از طی مسیری کوتاه از این جاده به سرو کلانی می‌رسیم.

## منبع
آفتاب-کازرون شهری برای تمام فصول
1. ↑  https://www.borna.news/بخش-فارس-82/717431-شماره-ثبت-سرو-ساله-کلانی-کازرون-ابلاغ-شد
2. ↑  «نسخه آرشیو شده». بایگانی‌شده از اصلی در ۲ ژانویه ۲۰۱۹. دریافت‌شده در ۲ ژانویه ۲۰۱۹.